# أندريس غوموندسون
أندريس غوموندسون هو منافس ألعاب قوى آيسلندي، ولد في 17 أبريل 1965 في آيسلندا.